# Ed Force One

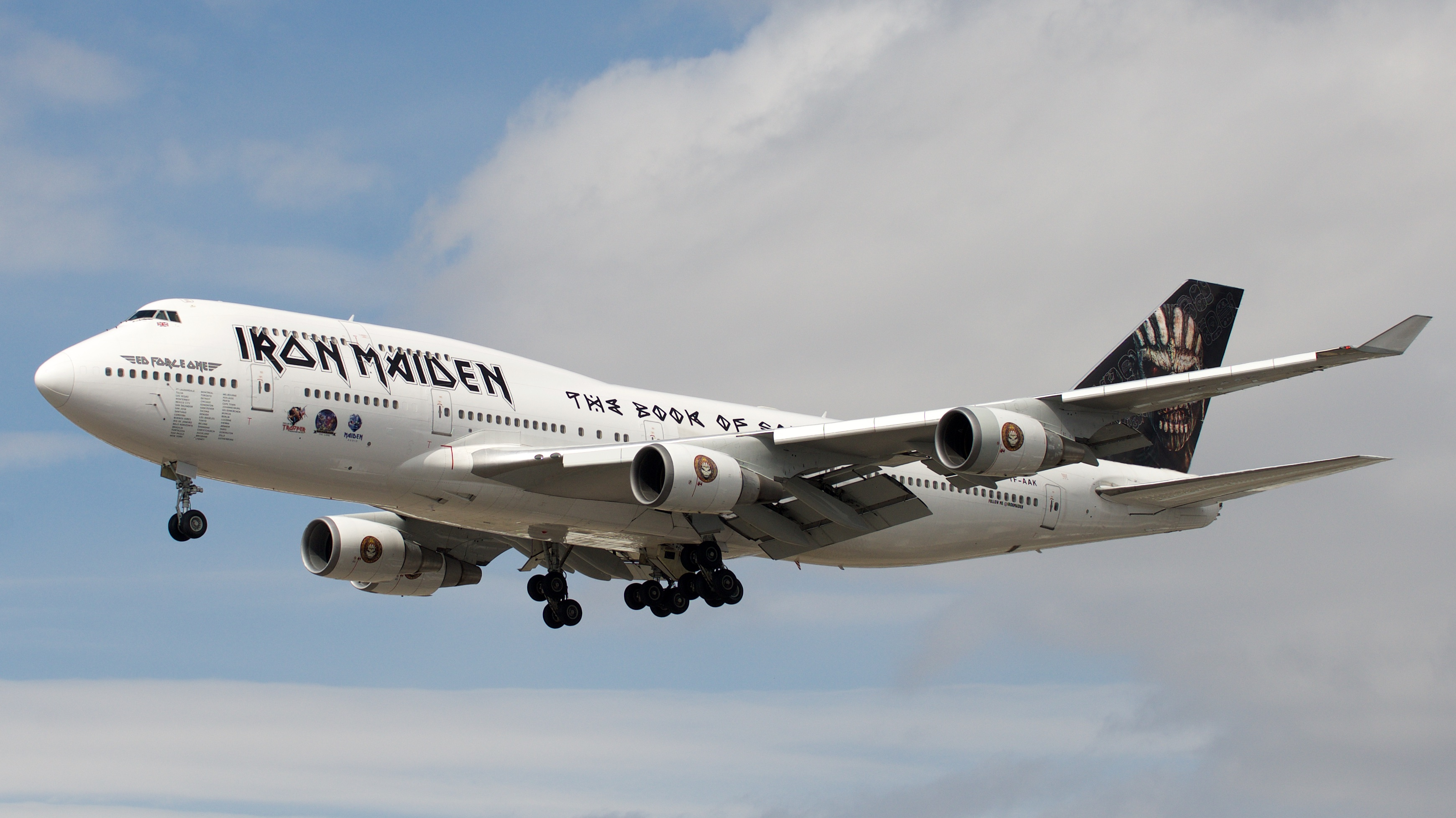
Boeing 747-400 de Air Atlanta Icelandic utilizado por la banda aterrizando en Toronto-Pearson

El «Ed Force One» es un avión Boeing 747-428, con matrícula TF-AAK utilizado por la banda londinense Iron Maiden, proporcionado por Air Atlanta Icelandic y especialmente modificado con imágenes del álbum The Book of Souls para la gira mundial de la banda en 2016. Previamente, dos aviones Boeing 757 ocuparon este nombre y fueron usados por la banda, el primero se usó para el Somewhere Back In Time World Tour (2008-2009) y el segundo para el The Final Frontier World Tour (2010-2012)

## El primer Ed Force One
Las características especiales de este avión Boeing 757 eran:
- 20 asientos de clase Business
- 54 asientos de clase Turista
- Extensión de la cabina de carga.

Esta cabina abarca el resto del avión, con una capacidad de 6 toneladas y media, en donde se alberga el equipo y equipaje del equipo y del grupo y staff. 
Este avión es pilotado por el cantante de la banda Bruce Dickinson, que trabajó como piloto en esta aerolínea.
Dickinson reveló en una entrevista lo que es volar un avión y ser un cantante de Heavy metal:

Es un tipo diferente de excitación. Obviamente no estás brincando sobre el cuadro de mandos del avión, gritando y chillando, pero tienes que controlar la situación. Volar a 35.000 pies es algo interno, mientras que estar ante 35.000 personas es simplemente un ejercicio de alarde.

Como motivo de la bancarrota de Astraeus, la aeronave fue retirada de servicio y chatarrizada.

Lamentablemente, la compañía se fue a la bancarrota así que el avión se fue con ellos. El Boeing de Iron Maiden, de hecho, ahora es chatarra.

## El segundo Ed Force One
Para la gira de su álbum de 2011, The Final Frontier World Tour, el grupo se embarcó en un diferente Boeing 757 de similares características al primero pero decorado con motivos del álbum en su exterior. El avión apareció también en el documental Flight 666.

## El tercer Ed Force One
Para la gira de su nuevo álbum de 2015 The Book of Souls, Iron Maiden anunció que volverían a usar un avión para desplazarse. En esta ocasión, Air Atlanta Icelandic les proporcionó un Boeing 747-400, que fue especialmente modificado para la gira de la banda The Book of Souls World Tour, de 2016. El vocalista de la banda, Bruce Dickinson, se volvió a preparar para asumir personalmente el pilotaje del nuevo avión. Esta aeronave es mucho mayor que sus predecesores, por lo cual no necesita modificaciones significativas para poder cargar con todo el equipamiento de la banda.
Durante su visita a Santiago de Chile, en marzo de 2016, el avión colisionó con un vehículo de remolque que lo desplazaba por la pista, dañando dos de las turbinas e hiriendo a dos operarios de pista. El accidente se debió a la rotura de la ballesta de dirección del vehículo remolcador. La banda continuó sin el Ed Force One por un periodo de dos semanas aproximadas, mientras este era reparado, luego el avión se reintegró a la banda en Brasil, para continuar con la gira 2016.